# Ізрайліт Володимир Григорович
Ізрайліт Володимир Григорович (нар. 12 жовтня 1957 — 27 серпня 1984) — радянський військовик, учасник афганської війни. Посмертно нагороджений орденом Червоної зірки.

## Життєпис

Меморіальна дошка Володимиру Ізраіліта на будівлі Школи № 87

Народився 12 жовтня 1957 у сім'ї службовця в Харкові. За національністю українець. До призову на військову службу працював лаборантом в інституті.
У лавах Радянської армії з 31 липня 1975 року. Закінчив Харківське вище військове авіаційно-технічне училище.
У вересні 1983 відправлений офіцером до Афганістану. Служив бортовим авіаційним техніком гелікоптера Мі-8МТ у 3-ї гелікоптерній ескадрильї 50-го окремого змішаного авіаційного полку. Свій перший політ в Афганіні здійснив 16 вересня 1983 року. Всього у складі екіпажу здійснив близько 700 бойових вилетів і 8 раз брав участь в десантуванні військових на неоснащені площадки у високо гірських районах під вогнем противника. У свій останній політ відправився 27 вересня 1984 року. Поблизу кишлака Котай-Ашру у провінції Вардак, гелікоптер Ізрайліта висадив десант та забрав сім поранених бійців з 350-го гвардійського парашутно-десантного полку. Ворог збив Мі-8МТ з великокаліберного кулемету, коли той набирав висоту. Всі хто знаходилися у гелікоптері — загинули.
Похований на шостому міському кладовищі Харкова, яке розташоване в історичному районі Залютине.

## Нагороди
- орден Червоної Зірки (посмертно)

## Пам'ять
- Його ім'я викарбуване на одній з плит Меморіального комплексу пам'яті воїнів України, полеглих в Афганістані у Києві[3].
- Його ім'я викарбуване на одній з плит Меморіалу пам'яті воїнів-інтернаціоналістів у Харкові[4].
- Меморіальна дошка на будівлі Школи № 87 Харкова, де навчався Володимир Ізрайліт[5].